# 蒂奥
蒂奥（法語：Thio，發音：[tjo] ⓘ）是法国海外特殊集体新喀里多尼亞南部省的市镇，面积997.6平方千米，2019年1月1日人口为2,524人。

## 地理
蒂奥（21°37'0"S, 166°13'0"E）面积997.6平方千米，位于法国海外特殊集体新喀里多尼亞。
与蒂奥接壤的市镇（或旧市镇、城区）包括：布卢帕里、卡纳拉、拉福阿、帕伊塔、亚泰。
蒂奥的时区为UTC+11:00。

## 行政
蒂奥的邮政编码为98829，INSEE市镇编码为98829。

## 政治
蒂奥的现任市长为让-帕特里克·图拉（Jean-Patrick Toura）先生，任期为2020-2026年。

## 人口
蒂奥于2019年1月1日时的人口数量为2524人。